# Vlaamse Cultuurprijs voor Amateurkunsten
De Vlaamse Cultuurprijs voor Amateurkunsten is een van de Vlaamse Cultuurprijzen die door de Vlaamse overheid wordt toegekend. De prijs werd ingesteld in 2010. De winnaar ontvangt een geldprijs van €10000 en een bronzen beeldje van de kunstenaar Philip Aguirre.

## Laureaten
- 2010: Let's Go Urban
- 2011: Europees Muziekfestival voor de Jeugd
- 2012: Compagnie Tartaren
- 2014: Lokale Helden (Poppunt)
- 2015: Zinneke Parade